# Arxiu Històric Nacional

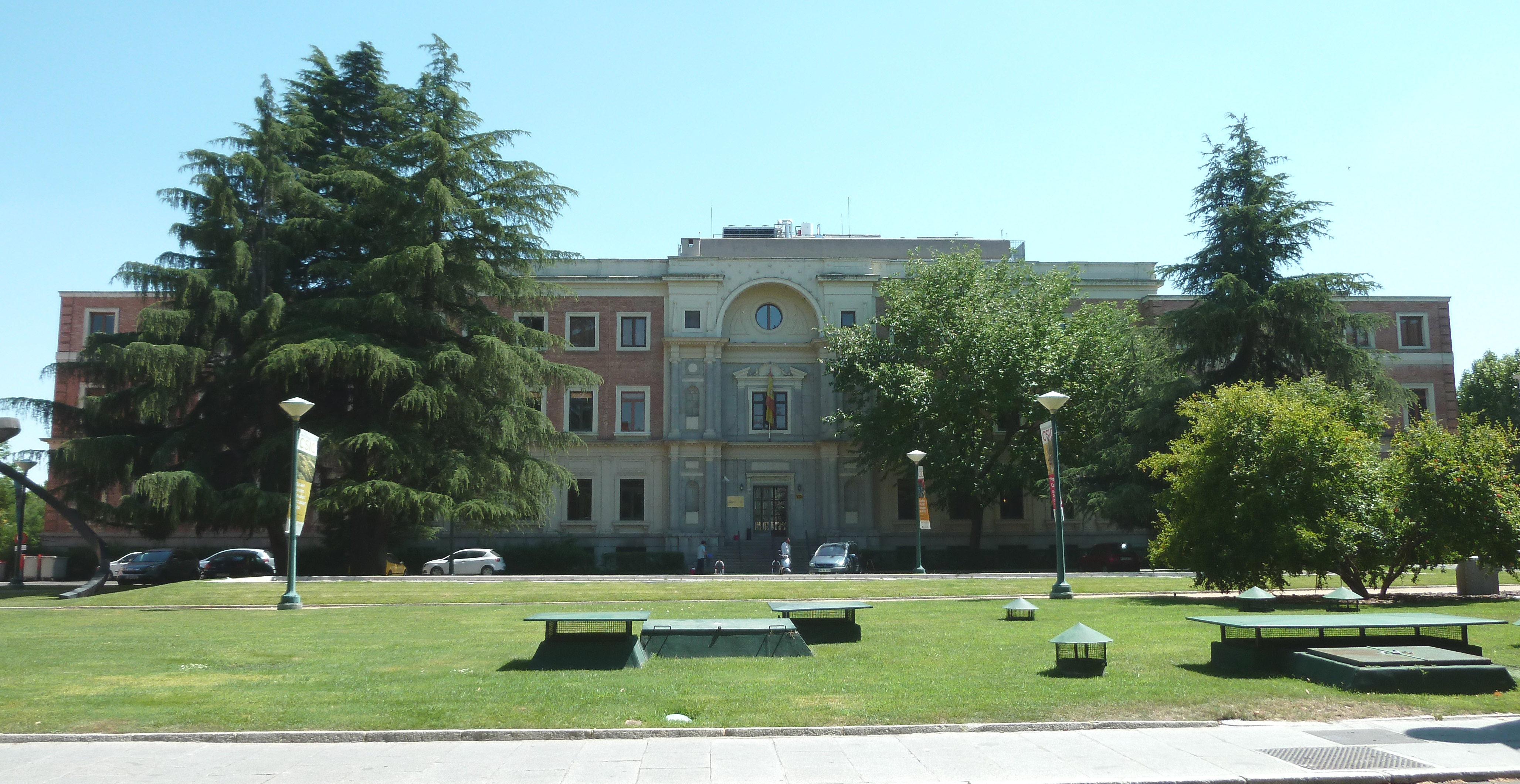
Seu de l'Arxiu Històric Nacional, en el complex del CSIC (carrer Serrano, Madrid)

L'Arxiu Històric Nacional (Archivo Histórico Nacional en castellà) és una organització de documentació bibliogràfica d'Espanya. Fou creat el 1866, a conseqüència de les reformes de l'administració pública pròpies del canvi de l'Antic Règim al Règim Liberal, i l'acumulació de documentació provinent d'institucions suprimides, no només administratives, sinó eclesiàstiques, econòmiques, etc.

## Seus de l'Arxiu Històric Nacional
La primera seu de l'Arxiu Històric Nacional va ser compartint edifici amb la Reial Acadèmia de la Història al carrer León de Madrid; el 1896 es trasllada al Palau de Biblioteques i Museus, actualment ocupat per la Biblioteca Nacional i el Museu Arqueològic Nacional; i el 1953 el segon i últim ara com ara, a les instal·lacions actuals del carrer Serrano, al complex del Consell Superior d'Investigacions Científiques.

## Fons
Els fons actuals de l'Arxiu Històric Nacional s'agrupen en quatre grans apartats:
- Administració de l'Estat (Consells Suprimits, segles xiii - xix; Estat, segles xvi - xix; Juros, segles xv - xix; Inquisició, segles xvi - xix; Fons Contemporanis, segles xvi - xx; etc.)
- Institucionals
- Privats (Clergat regular i Clergat secular, segles ix - xx; Mesta; Ducat d'Osuna, segles xii - xix; etc.)
- Col·leccions (sigil·lografia, segles xii - xx; còdexs i cartularis, segles x - xix).

Seccions de l'Arxiu Històric Nacional però físicament fora de la seva seu primordial són el de la Guerra Civil espanyola a Salamanca (Arxiu General de la Guerra Civil); i la de noblesa (que es prepara en l'Hospital de Tavera de Toledo).

## Altres arxius generals: Simancas i Alcalá d'Henares
La tradició arxivera espanyola que pot remuntar-se a l'Arxiu General de Simancas, encara en funcionament, va continuar amb un altre arxiu també creat al segle xix, i que segueix estant vinculat organitzativament a l'Arxiu Històric Nacional:
En 1858 s'havia creat l'Arxiu General Central del Regne a Alcalá de Henares per recollir la documentació remesa per les Secretaries del Despatx, així passant a ser només històric el de Madrid, car els documents més actuals i d'utilització administrativa es passen a arxivar en aquell. Després d'un període d'interrupció d'arribada de material arxivístic entre 1939 i 1969, a causa de l'incendi de la seva seu (el Palacio Arzobispal de Alcalá de Henares) que va acabar amb bona part dels fons, va canviar de nom a Arxiu General de l'Administració, inaugurat el 1972 en un edifici modern del Paseo de Aguadores a la mateixa ciutat, continuant les seves funcions com arxiu intermedi. Disposa de 175 quilòmetres de prestatgeries, 40.000 metres quadrats i vuit plantes que acullen documentació de l'Administració Central d'Espanya, particularment abundants els del Ministeri d'Educació, i alguns arxius particulars, com el del fotògraf Alfonso Sánchez García. Gestiona els documents durant 25 o 30 anys, després dels quals es decidirà si han de destruir-se o per la seva transcendència han de conservar-se a l'Arxiu Històric Nacional o en altres arxius provincials, autonòmics o locals. És el tercer arxiu més gran del món (els dos primers són Fontainebleau —França— i la National Archives and Records Administration —Washington, Estats Units—).